# Клодий Помпеян
Кло́дий Помпея́н (лат. (Lucius) Clodius Pompeianus; умер после 244 года) — римский политический деятель и сенатор, ординарный консул 241 года.

## Биография
Помпеян, по всей видимости, был сирийского происхождения, так как, очевидно, он был представителем рода Клавдиев Помпеянов из Антиохии-на-Оронте. Вполне возможно, что он был потомком консул 173 года Тиберия Клавдия Помпеяна. В Романо-германском Центральном музее находится военный диплом, где упоминается консул-суффект Луций Клодий Помпеян, который занимал эту должность между 202 и 203 годом. Он, вероятно, был отцом или дедом Клодия Помпеяна.
В 241 году Помпеян занимал должность ординарного консула с императором Гордианом III. Также существует греческая надпись, датированная 244 годом, которая называет Помпеяна куратором религиозных зданий Рима (лат. consularis aedium sacrarum).